# Mława Wąskotorowa
Mława Wąskotorowa – stacja kolejowa w Mławie, w województwie mazowieckim, w Polsce. Zbudowali ją Niemcy w czasie I wojny światowej. Latem 1915 r. była ważną wojenną arterią na pozbawionym dobrych dróg Mazowszu. Połączyła normalnotorowe linie kolejowe Warszawa - Mława - Gdańsk i Warszawa - Tłuszcz - Ostrołęka. Zaczynała się na stacji Mława Wąskotorowa. Biegła przez Grudusk, Przasnysz, Krasne, Maków Mazowiecki i Różan, by na stacji Pasieki Wąskotorowe osiągnąć wspomnianą linię normalnotorową Tłuszcz - Ostrołęka.
Po II wojnie światowej pociągi Mławskiej Kolei Dojazdowej kursowały na trasie z Mławy do Makowa Mazowieckiego, a nawet Zamościa Mazowieckiego. Utrzymywano połączenia z Ciechanowem. W 2001 r. kolej została zamknięta..